# Agatoclea
Agatoclea (griego: Ἀγαθόκλεια; c. 247 a. C./230s a. C.– 203/202 a. C.) era la amante favorita del faraón egipcio Ptolomeo IV Filopator, quien reinó en 221 a. C.–205 a. C. Era hermana del ministro de Ptolomeo IV, Agatocles.
De ascendencia noble greco-egipcia, era hija de Oenanthe de Egipto y de su primer marido, Agatocles. y a través de su padre era pariente lejana de la Dinastía ptolemaica. Su abuela paterna, Teoxena de Egipto, fue una princesa griega siracusana, y su madre, también llamada Teoxena fue una noble macedonia, medio hermana del faraón Ptolomeo II Filadelfo, quién reinó 283 a. C.-246 a. C. Polibio afirma que Agatoclea tenía parientes que sirvieron a la dinastía ptolemaica: Nico o Nicon, un navarco de Ptolomeo IV, Filo, y Filamon nombrado funcionario de Cirene por su hermano.
Agathoclea pudo haber sido dueña de un barco de grano. Junto con su hermano ejerció una influencia profunda sobre el faraón, tras ser introducidos por su ambiciosa madre. A pesar de estar casado Ptolomeo IV con Arsinoe III, Agatoclea continuó siendo su favorita. Polibio (15.31.13), declara que Agatoclea proclamaba haber sido nodriza del hijo de Ptolomeo IV. En fecha tan tardía como c. 210 a. C., Agatoclea pudo haber tenido un hijo con Ptolomeo IV, quizá muerto poco después de su nacimiento. Arsínoe III fue ejecutada en el 204 a. C.
En 203/202 a. C., tras la muerte de Ptolomeo IV, los egipcios y griegos de Alejandría, enervados por los ultrajes de Agatocles, se rebelaron y le dieron muerte, así como a Agatoclea, sus hermanas, su madre, y cualquiera que hubiera tenido participación en la muerte de Arsinoe III.